# Prionospio orensanzi
Prionospio orensanzi är en ringmaskart som beskrevs av Blake 1983. Prionospio orensanzi ingår i släktet Prionospio och familjen Spionidae. Inga underarter finns listade i Catalogue of Life.